# Yusuf Ali Abbas
Yusuf Ali Abbas (* 24. Mai 2003) ist ein bahrainischer Leichtathlet, der sich auf den Sprint spezialisiert hat. Mit der bahrainischen Mixed-Staffel über 4-mal 400 Meter siegte er 2023 bei den Asienspielen.

## Sportliche Laufbahn
Erste internationale Erfahrungen sammelte Yusuf Ali Abbas im Jahr 2022, als er bei den Arabischen-U20-Meisterschaften in Radés in 21,07 s die Goldmedaille im 200-Meter-Lauf gewann und in 45,87 s auch über 400 Meter siegte. Anschließend gewann er bei den U20-Weltmeisterschaften in Cali in 45,80 s die Bronzemedaille im 400-Meter-Lauf. Daraufhin belegte er bei den Islamic Solidarity Games in Konya in 46,60 s den siebten Platz über 400 Meter und gewann mit der bahrainischen 4-mal-400-Meter-Staffel in 3:04,79 min die Bronzemedaille hinter den Teams aus Marokko und Algerien. Im Jahr darauf belegte er bei den Panarabischen Spielen in Algier in 45,92 s den vierten Platz über 400 Meter und wurde auch mit der Staffel in 3:21,51 min Vierter. Im Oktober gewann er bei den Asienspielen in Hangzhou in 45,65 s die Bronzemedaille im Einzelbewerb hinter Youssef Masrahi aus Saudi-Arabien und dem Japaner Kentarō Satō. Zudem siegte er in der Mixed-Staffel in 3:14,02 min gemeinsam mit Musa Isah, Kemi Adekoya und Salwa Eid Naser.

## Persönliche Bestzeiten
- 200 Meter: 20,50 s (+0,4 m/s), 1. Juli 2023 in Plowdiw
- 400 Meter: 45,65 s, 30. September 2023 in Hangzhou